# Kontinuitetsklipning
Kontinuitetsklipning er en almindelig brugt klippeteknik i de fleste film. Metoden, der også er kendt som ”usynlig klipning”, gør, at seeren oplever filmen som en flydende billedstrøm. Kontinuitetsklipning bruges ofte på en måde, så seeren ikke lægger mærke til, at der bliver klippet og har gerne den effekt at filmforløbet (eller scene) fremstår som et sammenhængende handlingsforløb.